# Capacidad operativa plena
En los procesos de adquisición de equipos o sistemas militares, el estado de capacidad operativa plena o FOC (siglas del inglés full operating capability) se alcanza cuando se concluye un determinado esfuerzo de desarrollo o despliegue. Dicho estado suele estar precedido por el de capacidad operativa inicial (IOC).
Específicamente, para el Departamento de Defensa de Estados Unidos, el estado FOC de una adquisición militar es «generalmente logrado cuando todas las unidades y/u organizaciones en la estructura de la fuerza, que tenían previsto recibir un sistema, lo han recibido y tienen la capacidad de emplearlo y de mantenerlo».
Llegar al estado FOC implica un evento de certificación que marca el final del entrenamiento y de la producción del artículo, así como el uso de instalaciones de mantenimiento. Esto no excluye la posibilidad de pedidos adicionales del artículo una vez alcanzado el FOC de ese contrato, o incluso mediante otros contratos diferentes.